# 龍谷書院
龍谷書院（朝鲜语：／）位於朝鮮平壤市萬景臺區域龍峰里，因座落在龍岳山的山谷中而得名。朝鮮孝宗時修建，朝鮮肅宗賜匾額。
龍谷書院現被收入第14號朝鮮民主主義人民共和國國寶。